# David Leigh Donoho
David Leigh Donoho (né le 5 mars 1957 à Los Angeles) est un mathématicien américain spécialiste en statistique.

## Biographie
Donoho étudie la statistique à l'université de Princeton. Il obtient un baccalauréat universitaire summa cum laude auprès de John Tukey et son doctorat en 1983 avec Peter Huber à l'université Harvard (titre de la thèse : A tool for research in data analysis) tout en travaillant dans le traitement des signaux géophysiques chez Western Geophysical. Il est boursier postdoctoral au MSRI puis professeur à l'université de Californie à Berkeley, où il a déjà été en poste depuis 1984 et de 1985 à 1990 en tant que jeune chercheur de la Fondation nationale pour la science (National Science Foundation Young Investigator). Il est professeur à l'université Stanford depuis 1990. En 2002, il obtient un Bass professorship.
Il est professeur invité notamment à l'université de Paris, à l'université de Tel Aviv à l'université nationale de Singapour, l'université de Leyde et l'université de Cambridge (Rothschild Lecturer).
Il est cofondateur des sociétés D2 Software (qui produit le logiciel MacSpin pour la visualisation de données de haute dimension) et de BigFix (qui produit des logiciels pour la gestion de réseau à distance). Il a également fait partie du département de recherche du hedge fund Renaissance Technologies.
Parmi ses thésards, il y a Emmanuel Candès.

## Recherche
Au début des années 1980, en même temps que Werner A. Stahel, Donoho introduit le concept de l'« outlyingness » comme mesure de données aberrantes.
Avec Iain M. Johnstone, Donoho publie au début des années 1990 une série d'articles à l'impact considérable sur les estimateurs minimax à l'aide de bases inconditionnelles, appliqués notamment aux méthodes de débruitage par seuillage dans une base d'ondelettes.
Avec Scott Shaobing Chen et Michael A. Saunders, Donoho développe en 1998 la méthode de poursuite de base pour l'analyse des spectres de fréquence en 1994, une variante de l'analyse de fréquence utilisant l'analyse spectrale des moindres carrés (LSSA pour least squares spectral analysis).
Dans les années 1990 et 2000, Donoho développe des méthodes de traitement d'images similaires aux ondelettes, les curvelets, et les wedgelets.
Indépendamment de Terence Tao et Emmanuel Candès, Donoho développe vers 2004 les bases mathématiques de la méthode de l'acquisition comprimée qui a révolutionné le domaine du traitement du signal.

## Prix et distinctions
- 1991 : MacArthur Fellow[8].
- 1994 : conférencier invité au Congrès international des mathématiciens de Zurich (Abstract statistical estimation and modern harmonic analysis').
- 2001 : von Neumann Lecturer (« What lies behind Wavelets ? ») de la SIAM
- 2002 : conférence plénière au  ICM à Pékin (Emerging Applications of Geometric Multiscale Analysis).
- 2009 : doctorat honoris causa de l'université de Chicago[9]
- 2010 : prix Norbert-Wiener pour les mathématiques appliquées[10],[11].
- 2013 : prix Shaw de mathématiques[12].
- 2016 : prix Samuel-Wilks de la Société américaine de statistique (ASA)
- 2016 : doctorat honoris causa de l'université de Waterloo[13]
- 2018 : prix Carl-Friedrich-Gauss[14],[15].

Donoho est
- membre de l'Académie américaine des arts et des sciences[16],
- membre de l'Académie nationale des sciences[2],[17]
- fellow de la Society for Industrial and Applied Mathematics et de l’American Mathematical Society[18]
- membre étranger associé à l'Académie des sciences[19].

En 2010-2011 et 2011-2012 il a siégé dans le comité de sélection du prix Abel-Komitee.